# كأس إسكتلندا 2018–19
كأس اسكتلندا 2018–19 (بالإنجليزية: 2018–19 Scottish Cup)‏ هو الموسم 134 من كأس اسكتلندا. أقيم خلال الفترة 11 أغسطس 2018 وحتى 25 مايو 2019، وكان عدد الأندية المشاركة فيه 95، وفاز فيه نادي سلتيك.